# Massimo Corcione
Massimo Corcione (Torre Annunziata, 6 luglio 1957) è un giornalista italiano.

## Biografia
Massimo Corcione, dopo essersi laureato in Giurisprudenza all'Università Federico II di Napoli nel 1979, si avvicina al mondo del giornalismo nello stesso anno dopo aver vinto una borsa di studio nazionale organizzata dalla FIEG/FNSI. La sua prima esperienza nel mondo del giornalismo, risale a delle collaborazioni con La Gazzetta dello Sport e successivamente nel 1982 con l'assunzione al quotidiano Il Mattino di Napoli dove, nel 1985 diventa caposervizio della pagina sportiva.
Due anni dopo, nel 1987, passa al Giornale diretto da Indro Montanelli e successivamente diventa caporedattore centrale della neonata redazione sportiva Fininvest. Dal 1993 al 1995 è su Canale 5 al Tg5, dove diventa vicedirettore di Enrico Mentana, fino al novembre 2004. Fa in tempo a passare (nel 1995, per 77 giorni) anche dalla Rai, chiamato da Marino Bartoletti come vicedirettore della Tgs.
Nel 2004 ha lasciato Mediaset per approdare a Sky dove ricopre il ruolo di direttore di Sky Sport dopo essere stato direttore di "Sky Sport Eventi" e, dal 2009 al 2013, direttore di Sky Sport 24. È stato anche direttore responsabile del sito Sky.it. Dal luglio 2013 fino al marzo 2016 non occupa incarichi professionali presso Sky. Durante questo periodo l'interim della direzione è assunto dal collega Giovanni Bruno.
Rientra in azienda nel marzo 2016: a partire dal 9 marzo ritorna direttore di Sky Sport. Il primo gennaio 2017 lascia il ruolo di direttore di Sky Sport a Federico Ferri.
Dal 18 dicembre 2018 a marzo 2020 è direttore della testata online Open, fondata da Enrico Mentana.